# Pallacanestro Trapani 2015-2016
Questa voce raccoglie le informazioni riguardanti la Pallacanestro Trapani nelle competizioni ufficiali della stagione 2015-2016.

## Verdetti stagionali
Competizioni nazionali
- Serie A2

stagione regolare: 7º posto su 16 squadre;
Play-off: Ottavi di finale

## Stagione
La stagione 2015-2016 della Pallacanestro Trapani è la 10ª in seconda serie, la Serie A2.
Sponsorizzata Lighthouse Conad, la società trapanese riparte da Ugo Ducarello come coach e dal suo assistente Matteo Jemoli.

## Divise di gioco
Il fornitore ufficiale di materiale tecnico per la stagione 2015-2016 è Spalding.
| Casa | Trasferta |

## Organigramma societario
Area dirigenziale
- Presidente: Pietro Basciano
- Direttore sportivo: Julio Trovato
- Direttore amministrativo: Stefano Di Bono
- Responsabile relazioni esterne: Andrea Burgarella
- Responsabile commerciale: Andrea Agazzani
- Team manager: Nicolò Basciano
- Segretario: Luca Lazzarone
- Responsabile biglietteria & abbonamenti: Anna Basciano
- Responsabile logistico: Francesco Cavarretta
- Addetto stampa: Gianluca Tartamella

Area tecnica
- Allenatore: Ugo Ducarello
- Assistente: Matteo Jemoli
- Add. Statistiche: Sergio Scalabrino
- Preparatore atletico: Michele Iacomucci[5]
- Capo area medica: Rosario Sardina
- Medico sociale: Francesco Paolo Sieli
- Massofisioterapista: Walter Stabile

## Roster
| Pallacanestro Trapani 2015-2016 | Pallacanestro Trapani 2015-2016 |
| Giocatori                       | Staff tecnico                   |
| ------------------------------- | ------------------------------- |

| N. | Naz.                                        | Ruolo | Nome                       | Anno | Alt.   | Peso   |  |
| -- | ------------------------------------------- | ----- | -------------------------- | ---- | ------ | ------ |  |
| 1  | Stati Uniti (bandiera)                      | P     | Keddric Mays               | 1984 | 183 cm | 83 kg  |  |
| 5  | Italia (bandiera)                           | C     | Andrea Renzi               | 1989 | 206 cm | 110 kg |  |
| 6  | Italia (bandiera)                           | P     | Claudio Tommasini          | 1991 | 197 cm | 98 kg  |  |
| 8  | Italia (bandiera)                           | G     | Giorgio Costadura          | 1995 | 195 cm | 86 kg  |  |
| 9  | Italia (bandiera)                           |       | Davide Fontana             | 1999 | 183 cm | 77 kg  |  |
| 10 | Italia (bandiera)                           | AC    | Mirko Gloria               | 1995 | 204 cm | 95 kg  |  |
| 11 | Stati Uniti (bandiera) · Nigeria (bandiera) | A     | Stan Okoye (dal 10/2/2016) | 1991 | 198 cm | 98 kg  |  |
| 13 | Italia (bandiera)                           | PG    | Massimo Chessa             | 1988 | 188 cm | 80 kg  |  |
| 14 | Italia (bandiera)                           | G     | Mattia Molteni             | 1996 | 190 cm | 80 kg  |  |
| 15 | Italia (bandiera)                           | AP    | Gabriele Ganeto            | 1987 | 200 cm | 90 kg  |  |
| 16 | Italia (bandiera)                           |       | Francesco Pollina          | 1999 |        |        |  |
| 18 | Italia (bandiera)                           | A     | Gabriele Longo             | 1997 | 196 cm |        |  |
| 19 | Italia (bandiera)                           | PG    | Kenneth Viglianisi         | 1992 | 193 cm | 87 kg  |  |
| 22 | Argentina (bandiera)                        | A     | Demián Filloy (C)          | 1982 | 198 cm | 95 kg  |  |
| 32 | Stati Uniti (bandiera)                      | AP    | Taylor Griffin             | 1986 | 201 cm | 108 kg |  |
|    | Italia (bandiera)                           | GA    | Edoardo Nicosia            | 1999 | 192 cm | 80 kg  |  |
|    | Italia (bandiera)                           | GA    | Salvatore Longo            | 2000 | 186 cm | 90 kg  |  |

| Allenatore                                                                |
| Ugo Ducarello                                                             |
| Assistente/i                                                              |
| Matteo Jemoli Legenda - (C) Capitano - (IN) Inattivo - Infortunato Roster |

## Mercato

### Sessione estiva
| Arrivi | Arrivi             | Arrivi         | Arrivi     |
| R      | Nome               | da             | Modalità   |
| ------ | ------------------ | -------------- | ---------- |
| P      | Claudio Tommasini  | Juvecaserta    | Definitivo |
| P/G    | Massimo Chessa     | Dinamo Sassari | Definitivo |
| A      | Demián Filloy      | Atenas Córdoba | Definitivo |
| P/G    | Kenneth Viglianisi | PMS Torino     | Prestito   |
| A      | Gabriele Ganeto    | Azzurro Napoli | Definitivo |
| P      | Keddric Mays       | Mersin BŞB     | Definitivo |
| AC     | Mirko Gloria       | Pall. Roseto   | Prestito   |
| G      | Mattia Molteni     | Pall. Cantù    | Prestito   |
| AC     | Taylor Griffin     | S.C. Warriors  | Definitivo |

| Partenze | Partenze                | Partenze          | Partenze              |
| R        | Nome                    | a                 | Modalità              |
| -------- | ----------------------- | ----------------- | --------------------- |
| G        | Alex Legion             | El Jaish Doha     | Risoluzione contratto |
| A        | Patrick Baldassarre     | Scafati Basket    | Fine contratto        |
| P        | Stefano Bossi           | Pall. Trieste     | Prestito              |
| GA       | Giancarlo Ferrero       | Pall. Varese      | Fine contratto        |
| P        | Guido Meini             | Virtus Roma       | Risoluzione contratto |
| G        | Giangiacomo De Vincenzo | A. Basket Pescara | Fine contratto        |
| G        | T.J. Bray               | Junior Casale     | Fine contratto        |
| A        | Emanuele Urbani         | N. Aquila Palermo | Fine contratto        |

### Dopo l'inizio della stagione
| Arrivi | Arrivi     | Arrivi         | Arrivi     |
| R      | Nome       | da             | Modalità   |
| ------ | ---------- | -------------- | ---------- |
| A      | Stan Okoye | Olimpia Matera | Definitivo |

| Partenze | Partenze | Partenze | Partenze |
| R        | Nome     | a        | Modalità |
| -------- | -------- | -------- | -------- |
|          |          |          |          |

## Risultati

### Campionato

#### Girone di andata
| Arbitri: | Galasso (Siena) Costa (Livorno) Giovannetti (Terni) |

|                            |            |                  |
| Renzi 31                   | Punti      | 22 Moore         |
| Filloy, Griffin, Tommasini | Assist     | 3 Smith          |
| Griffin 8                  | Rimbalzi   | 11 Smith         |
| Ugo Ducarello              | Allenatori | Alessandro Magro |

| Arbitri: | Bonfante (Lonigo) Fabiani (Altopascio) Maschio (Firenze) |

|                           |            |                     |
| Brooks 19                 | Punti      | 16 Renzi            |
| Ammannato, Garri, Reati 2 | Assist     | 2 Renzi 2 Tommasini |
| Brooks 11                 | Rimbalzi   | 11 Renzi            |
| Demis Cavina              | Allenatori | Ugo Ducarello       |

| Arbitri: | Scrima (Catanzaro) Capurro (Reggio Calabria) Foti (Milano) |

|               |            |                     |
| Renzi 22      | Punti      | 16 Mosley, Uglietti |
| Renzi 4       | Assist     | 7 Tavernelli        |
| Renzi 12      | Rimbalzi   | 4 Tavernelli        |
| Ugo Ducarello | Allenatori | Franco Gramenzi     |

| Arbitri: | Gagliardi (Anagni) Salustri (Roma) Raimondo (Roma) |

|                      |            |                |
| Mayo 28              | Punti      | 16 Mays, Renzi |
| Mayo 9               | Assist     | 5 Tommasini    |
| Baldassarre 9        | Rimbalzi   | 5 Filloy       |
| Giovanni Perdichizzi | Allenatori | Ugo Ducarello  |

| Arbitri: | Borgo (Dueville) Nuara (Selvazzano Dentro) Catani (Pescara) |

|               |            |                    |
| Renzi 22      | Punti      | 18 Udom            |
| Ganeto 5      | Assist     | 5 Roberts          |
| Filloy 9      | Rimbalzi   | 7 Udom             |
| Ugo Ducarello | Allenatori | Alessandro Ramagli |

| Arbitri: | Boninsegna (Milano) Pepponi (Spello) Patti (Montesilvano) |

|               |            |                |
| Raymond 20    | Punti      | 29 Mays        |
| Bowers 7      | Assist     | 4 Filloy, Mays |
| Gigli 10      | Rimbalzi   | 6 Ganeto       |
| Federico Fucà | Allenatori | Ugo Ducarello  |

| Arbitri: | Nicolini (Bagheria) Maschietto (Treviso) Pilati (Zanè) |

|               |            |                    |
| Renzi 25      | Punti      | 21 Jackson         |
| Mays 6        | Assist     | 5 Fultz            |
| Ganeto 14     | Rimbalzi   | 13 Poletti         |
| Ugo Ducarello | Allenatori | Alessandro Finelli |

| Arbitri: | Biggi (Cassina de Pecchi) Terranova (Ferrara) Capotorto (Palestrina) |

|               |            |                    |
| Ganeto 20     | Punti      | 27 Brackins        |
| Chessa 7      | Assist     | 4 Rullo            |
| Renzi 12      | Rimbalzi   | 10 Crosariol       |
| Ugo Ducarello | Allenatori | Giovanni Benedetto |

| Arbitri: | Moretti (Marsciano) Wassermann (Pordenone) Pepponi (Spello) |

|                                 |            |               |
| Bray 15                         | Punti      | 18 Griffin    |
| Bray, Tomassini 5               | Assist     | 3 Renzi       |
| Blizzard, Saunders, Tomassini 5 | Rimbalzi   | 7 Chessa      |
| Marco Ramondino                 | Allenatori | Ugo Ducarello |

| Arbitri: | Gagliardi (Anagni) Longobucco (Ciampino) Buttinelli (Roma) |

|                             |            |                |
| Mays 23                     | Punti      | 35 Ferguson    |
| Chessa, Ganeto, Tommasini 3 | Assist     | 4 Hall         |
| Ganeto, Renzi 9             | Rimbalzi   | 16 Hall        |
| Ugo Ducarello               | Allenatori | Michele Carrea |

| Arbitri: | Caforio (Brindisi) Pecorella (Trani) Capozziello (Brindisi) |

|                        |            |               |
| Roderick 24            | Punti      | 20 Griffin    |
| Roderick 5             | Assist     | 2 Griffin     |
| Tavernari, Trasolini 9 | Rimbalzi   | 8 Ganeto      |
| Antonio Paternoster    | Allenatori | Ugo Ducarello |

| Arbitri: | Galasso (Siena) Bongiorni (Pisa) Maschio (Firenze) |

|                   |            |              |
| Mays 41           | Punti      | 15 Maresca   |
| Mays, Tommasini 4 | Assist     | 3 Maresca    |
| Ganeto 7          | Rimbalzi   | 10 Callahan  |
| Ugo Ducarello     | Allenatori | Attilio Caja |

| Arbitri: | Tirozzi (Bologna) Scrima (Catanzaro) Tallon (Bologna) |

|               |            |               |
| Pepper 15     | Punti      | 22 Griffin    |
| Mortellaro 4  | Assist     | 4 Tommasini   |
| Mortellaro 10 | Rimbalzi   | 8 Griffin     |
| Luciano Nunzi | Allenatori | Ugo Ducarello |

| Arbitri: | Paternicò (Piazza Armerina) Nicolini (Santa Flavia) Triffiletti (Messina) |

|                  |            |                         |
| Filloy, Renzi 17 | Punti      | 24 Evangelisti          |
| Chessa 4         | Assist     | 3 Evangelisti, Saccaggi |
| Ganeto 11        | Rimbalzi   | 13 Martin               |
| Ugo Ducarello    | Allenatori | Franco Ciani            |

| Arbitri: | Ursi (Livorno) Scudiero (Milano) Bianchini (Bagno a Ripoli) |

|                   |            |               |
| Smith 21          | Punti      | 20 Mays       |
| Centanni, Smith 2 | Assist     | 8 Mays        |
| Smith 8           | Rimbalzi   | 7 Renzi       |
| Maurizio Bartocci | Allenatori | Ugo Ducarello |

#### Girone di ritorno
| Arbitri: | Boscolo (Chioggia) Maschietto (Treviso) Dori (Mirano) |

|                  |            |               |
| Zanelli 22       | Punti      | 32 Mays       |
| Zanelli 8        | Assist     | 3 Mays        |
| Iannuzzi 13      | Rimbalzi   | 10 Griffin    |
| Alessandro Magro | Allenatori | Ugo Ducarello |

| Arbitri: | Noce (Latina) Longobucco (Ciampino) D'Amato (Roma) |

|               |            |              |
| Mays 22       | Punti      | 20 Reati     |
| Ganeto 5      | Assist     | 5 Spissu     |
| Renzi 7       | Rimbalzi   | 7 Iannilli   |
| Ugo Ducarello | Allenatori | Demis Cavina |

| Arbitri: | Beneduce (Caserta) Ascione (Caserta) Raimondo (Roma) |

|                 |            |               |
| Stanback 16     | Punti      | 22 Chessa     |
| Tavernelli 5    | Assist     | 4 Mays        |
| Mosley 12       | Rimbalzi   | 10 Renzi      |
| Franco Gramenzi | Allenatori | Ugo Ducarello |

| Arbitri: | Galasso (Siena) Pepponi (Spello) Dionisi (Fabriano) |

|                            |            |                      |
| Chessa 19                  | Punti      | 24 Mayo              |
| Mays 4                     | Assist     | 4 Mayo               |
| Chessa, Renzi, Tommasini 7 | Rimbalzi   | 7 Mayo               |
| Ugo Ducarello              | Allenatori | Giovanni Perdichizzi |

| Arbitri: | Brindisi (Torino) Rudellat (Nuoro) Bramante (San Martino Buon Albergo) |

|                    |            |               |
| Bryant 25          | Punti      | 30 Renzi      |
| Bryant, Ranuzzi 5  | Assist     | 3 Tommasini   |
| DiLiegro 15        | Rimbalzi   | 9 Renzi       |
| Alessandro Ramagli | Allenatori | Ugo Ducarello |

| Arbitri: | Masi (Firenze) Radaelli (Rho) Martellosio (Buccinasco) |

|               |            |                            |
| Okoye 24      | Punti      | 21 Bowers, Raymond         |
| Mays 4        | Assist     | 5 Bowers                   |
| Okoye 8       | Rimbalzi   | 5 Bowers, Raspino, Raymond |
| Ugo Ducarello | Allenatori | Luca Ansaloni              |

| Arbitri: | Boninsegna (Milano) Gagno (Spresiano) Stoppa (Ferrara) |

|                      |            |               |
| Austin 19            | Punti      | 21 Okoye      |
| Chiumenti, Vencato 3 | Assist     | 9 Mays        |
| Poletti 12           | Rimbalzi   | 9 Renzi       |
| Alessandro Finelli   | Allenatori | Ugo Ducarello |

| Arbitri: | Ursi (Livorno) Salustri (Roma) Fabiani (Altopascio) |

|                 |            |               |
| Adegboye 21     | Punti      | 22 Renzi      |
| Adegboye 5      | Assist     | 3 Mays        |
| Crosariol 11    | Rimbalzi   | 9 Okoye       |
| Fabrizio Frates | Allenatori | Ugo Ducarello |

| Arbitri: | Bartoli (Trieste) Saraceni (Zola Predosa) Maffei (Preganziol) |

|                    |            |                 |
| Renzi 22           | Punti      | 18 Bray         |
| Mays, Viglianisi 4 | Assist     | 4 Bray          |
| Okoye, Renzi 8     | Rimbalzi   | 10 Fall         |
| Ugo Ducarello      | Allenatori | Marco Ramondino |

| Arbitri: | Attard (Priolo Gargallo) Wassermann (Trieste) Callea (Porto Torres) |

|                    |            |                  |
| Ferguson 29        | Punti      | 20 Viglianisi    |
| Ferguson 6         | Assist     | 3 Chessa, Filloy |
| De Vico, Infante 7 | Rimbalzi   | 10 Chessa        |
| Michele Carrea     | Allenatori | Ugo Ducarello    |

| Arbitri: | Cappello (Porto Empedocle) Longobucco (Ciampino) Catani (Pescara) |

|               |            |                          |
| Renzi 26      | Punti      | 19 Roderick, Trasolini   |
| Viglianisi 4  | Assist     | 4 Roderick, Santolamazza |
| Okoye 14      | Rimbalzi   | 7 Trasolini              |
| Ugo Ducarello | Allenatori | Antonio Paternoster      |

| Arbitri: | Belfiore (Napoli) Beneduce (Caserta) Patti (Montesilvano) |

|              |            |               |
| Voskuil 25   | Punti      | 24 Mays       |
| Meini 3      | Assist     | 5 Mays        |
| Olasewere 7  | Rimbalzi   | 7 Filloy      |
| Attilio Caja | Allenatori | Ugo Ducarello |

| Arbitri: | Ciaglia (Caserta) Pierantozzi (Ascoli Piceno) Chersicla (Oggiono) |

|               |            |               |
| Renzi 21      | Punti      | 22 Parente    |
| Chessa 5      | Assist     | 3 Parente     |
| Renzi 13      | Rimbalzi   | 9 Buckles     |
| Ugo Ducarello | Allenatori | Luciano Nunzi |

| Arbitri: | Noce (Latina) Pepponi (Spello) Pazzaglia (Pesaro) |

|                |            |               |
| Evangelisti 19 | Punti      | 24 Mays       |
| Piazza 3       | Assist     | 4 Renzi       |
| Eatherton 11   | Rimbalzi   | 8 Renzi       |
| Franco Ciani   | Allenatori | Ugo Ducarello |

| Arbitri: | Tirozzi (Bologna) D’Amato (Roma) Tallon (Bologna) |

|                         |            |                                |
| Okoye 28                | Punti      | 21 Centanni, Fallucca, Loubeau |
| Tommasini, Viglianisi 3 | Assist     | 3 Centanni, Maccaferri         |
| Renzi 5                 | Rimbalzi   | 8 Centanni, Loubeau            |
| Ugo Ducarello           | Allenatori | Francesco Trimboli             |

#### Play-off
Gli Ottavi di finale si giocano al meglio delle cinque partite. La squadra con il miglior piazzamento in classifica al termine della stagione regolare gioca in casa gara-1, gara-2 e la eventuale gara-5.

##### Ottavi di finale
| Arbitri: | Materdomini (Grottaglie) Tirozzi (Bologna) Dionisi (Fabriano) |

|                 |            |                          |
| Moss 24         | Punti      | 12 Okoye                 |
| Passera 4       | Assist     | 2 Mays, Renzi, Tommasini |
| Hollis, Moss 10 | Rimbalzi   | 7 Okoye, Renzi           |
| Andrea Diana    | Allenatori | Ugo Ducarello            |

| Arbitri: | Ciaglia (Caserta) Longobucco (Ciampino) Gagno (Spresiano) |

|              |            |               |
| Moss 22      | Punti      | 23 Mays       |
| Fernández 6  | Assist     | 5 Mays        |
| Moss 12      | Rimbalzi   | 8 Ganeto      |
| Andrea Diana | Allenatori | Ugo Ducarello |

| Arbitri: | Galasso (Siena) Di Toro (Perugia) Caforio (Brindisi) |

|               |            |              |
| Mays 24       | Punti      | 17 Hollis    |
| Renzi 6       | Assist     | 3 Fernández  |
| Mays 7        | Rimbalzi   | 11 Hollis    |
| Ugo Ducarello | Allenatori | Andrea Diana |

| Arbitri: | Nicolini (Santa Flavia) Perciavalle (Torino) Foti (Vittuone) |

|                    |            |              |
| Renzi 25           | Punti      | 22 Bushati   |
| Mays, Viglianisi 3 | Assist     | 7 Passera    |
| Ganeto 8           | Rimbalzi   | 9 Moss       |
| Ugo Ducarello      | Allenatori | Andrea Diana |

| Arbitri: | Bartoli (Trieste) Borgo (Dueville) Brindisi (Torino) |

|              |            |                        |
| Bushati 15   | Punti      | 20 Mays                |
| Fernández 5  | Assist     | 3 Chessa, Filloy, Mays |
| Hollis 7     | Rimbalzi   | 13 Okoye               |
| Andrea Diana | Allenatori | Ugo Ducarello          |

- Esito:

La  Centrale del Latte-Amica Natura Brescia vince la serie per 3 a 2